# Parque Nacional das Cataratas Vitória
O Parque Nacional das Cataratas Vitória é uma área de conservação localizada no Zimbábue. Com 2340 hectares, foi declarado em 1972, mas a conservação deste monumento natural tinha sido oficialmente iniciada pelas autoridades coloniais em 1934. Existem seis Monumentos Nacionais dentro do parque, incluindo as cataratas. Em conjunto com o Parque Nacional de Mosi-oa-Tunya na Zâmbia, estes parques foram inscritos pela UNESCO em 1989 na lista dos locais que são Património da Humanidade.
As cataratas Vitória (Victoria Falls, em inglês) são a parte mais espectacular do curso do rio Zambeze — a maior queda de água do mundo, com uma extensão de 1708 m e uma altura de 99 m — e localizam-se na fronteira entre a Zâmbia e o Zimbábue. Abaixo das cataratas, o rio entra numa série de sete gargantas, que representam os locais onde as quedas de água se situavam ao longo da sua história, que se pensa ter começado há cerca de 2 milhões de anos com a elevação da área conhecida como salar de Macadicadi. A Catarata do Diabo, no Zimbabwe pode ser o embrião duma nova catarata que eventualmente poderá deixar o bordo actual da existente num ponto mais alto que actualmente, em relação ao curso inferior do rio.
É um dos componentes da Área de Conservação Transfronteiriça Cubango-Zambeze.

## Áreas de conservação

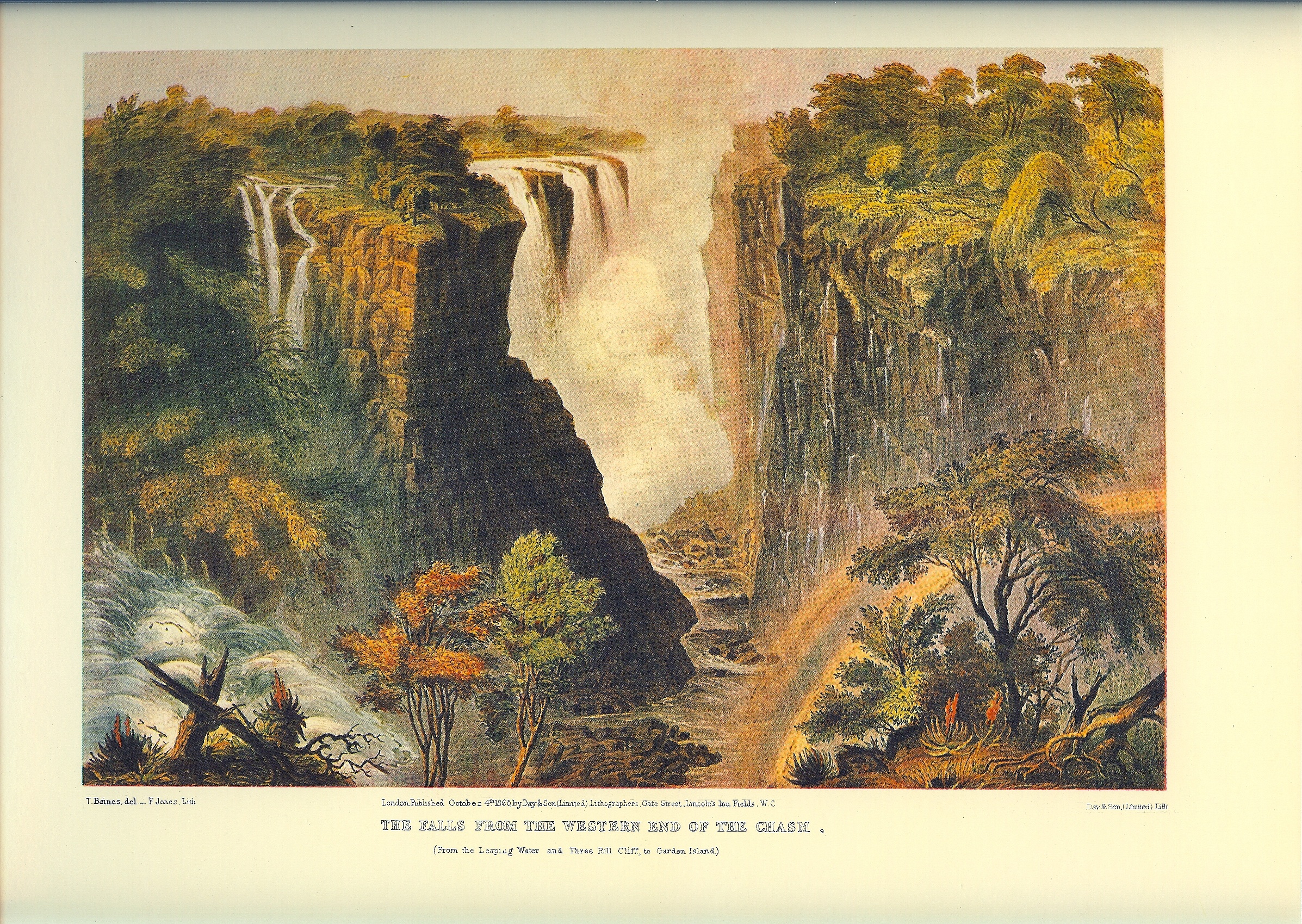
Parque Nacional de Victoria Falls.

A vegetação predominante no parque é a floresta-de-mopane (Colophospermum mopane) com pequenas áreas de “miombo”, mas com uma faixa de floresta tropical ao longo do Zambeze, a mais importante e vulnerável é a que se desenvolveu na zona onde as cataratas lançam a água, que é um frágil ecossistema descontínuo em areia aluvial. Aqui encontram-se espécies de árvores que são consideradas “madeira preciosa”, como o pau-preto ou “ébano africano”, Diospyros mespiliformis, o “jambirre”, Afzelia quanzensis, para além doutras espécies típicas da “Flora Zambezíaca”, como a espinhosa, Acacia nigricans, a “palmeira-do-marfim”, Hyphaene ventricosa, a oliveira africana, Olea africana, a tamareira, Phoenix reclinata, a “vassoura-de-água”, Syzygium guineense, a “mafurra”, Trichilia e várias espécies de enormes figueiras (Ficus spp.).
Grandes manadas de elefantes, Loxodonta africana, habitam o parque, por vezes atravessando o rio para as ilhas e indo até à Zâmbia durante a estação seca, quando o nível da água no rio é mais baixo. Encontram-se também pequenas manadas de búfalos, Syncerus caffer, cocones, Connochaetes taurinus, zebras, Equus burchelli, porcos-do-mato, Phacochoerus aethiopicus e Potamocherus porcus, girafas (Giraffa camelopardalis) e grupos de hipopótamos (Hippopotamus amphibius) são frequentes acima das catraratas.

## Arqueologia
Foram encontrados perto das cataratas artefactos de pedra atribuídos ao Homo habilis de há 3 milhões de anos, assim como outros instrumentos indicando a ocupação da área durante o Pleistoceno médio (de há cerca de 50 mil anos), assim como armas, ornamentos e enxadas indicando a presença de caçadores-recolectores do Neolítico (desde 10 mil até 2000 anos atrás), que foram substituídos há cerca de 2000 anos por povos agricultores usando instrumentos de ferro, que tinham gado e viviam em aldeias fortificadas (os bantos).
A Ferrovia Cabo-Cairo, que liga Livingstone e Kazungula, passa por dentro do parque e por cima das cataratas, num espectáculo único. Numa carruagem sobre esta ponte foi assinado um acordo histórico.

## Galeria

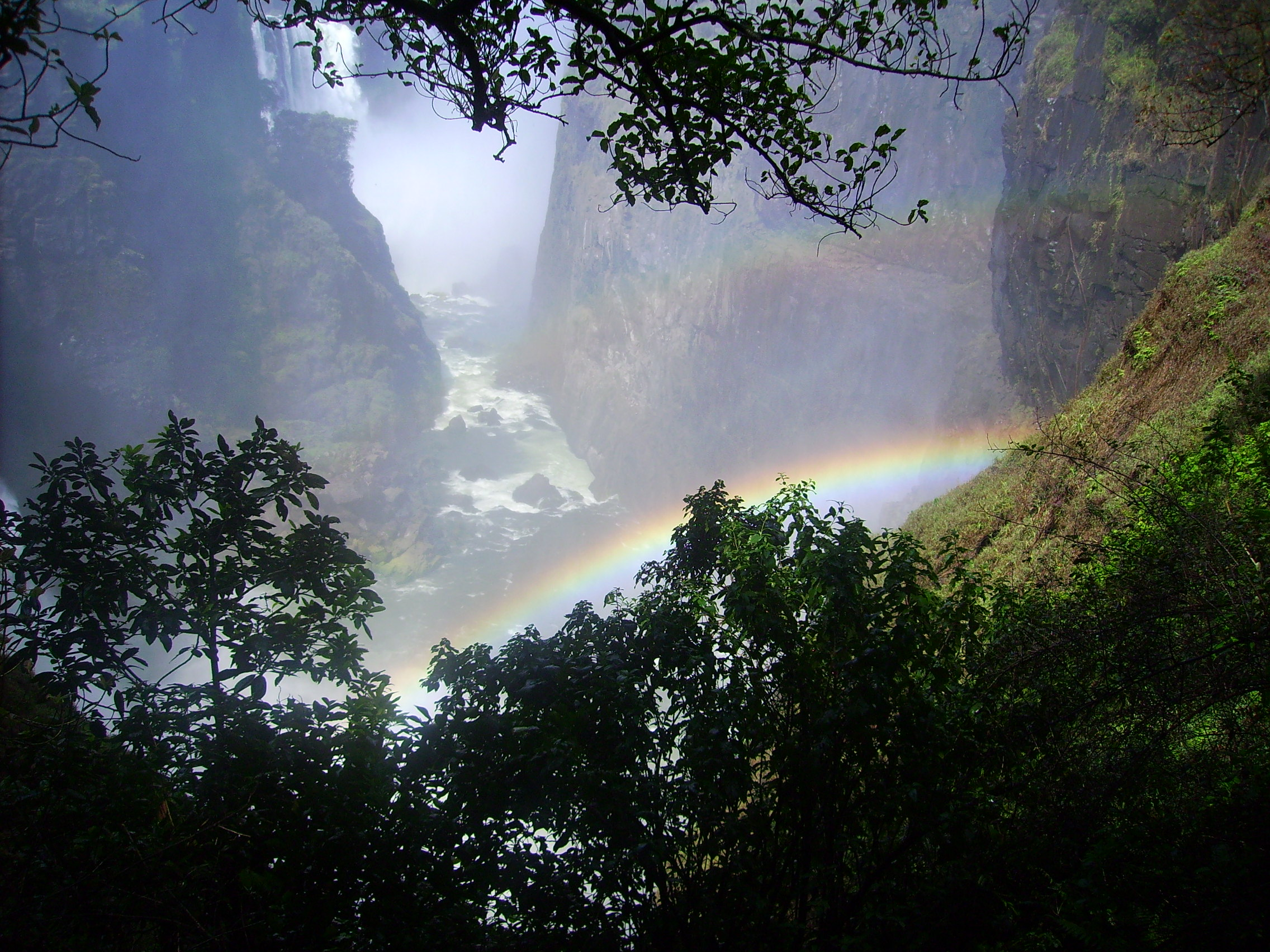
Parque Nacional das Cataratas Vitória.
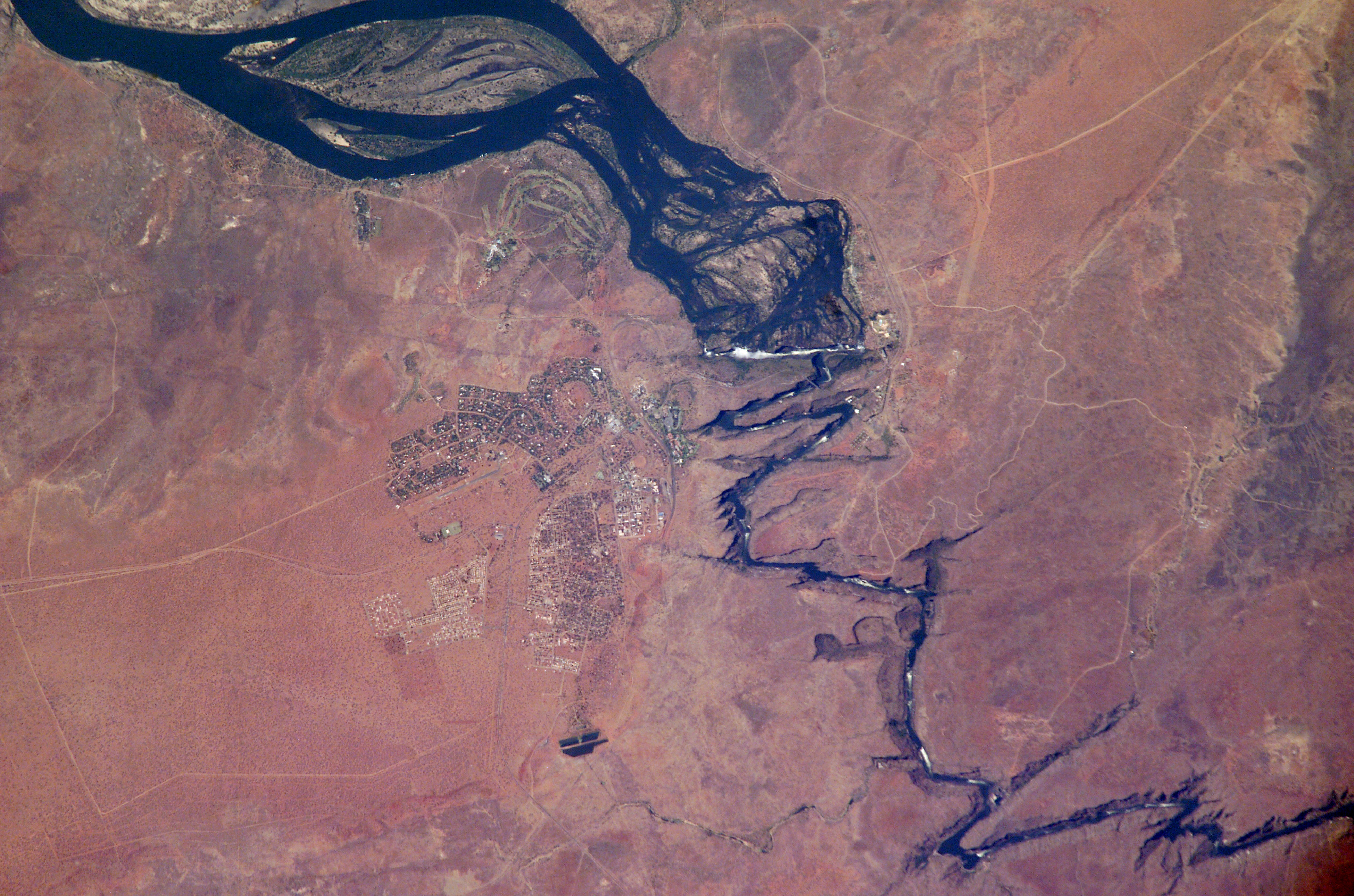
Parque Nacional das Cataratas Vitória.
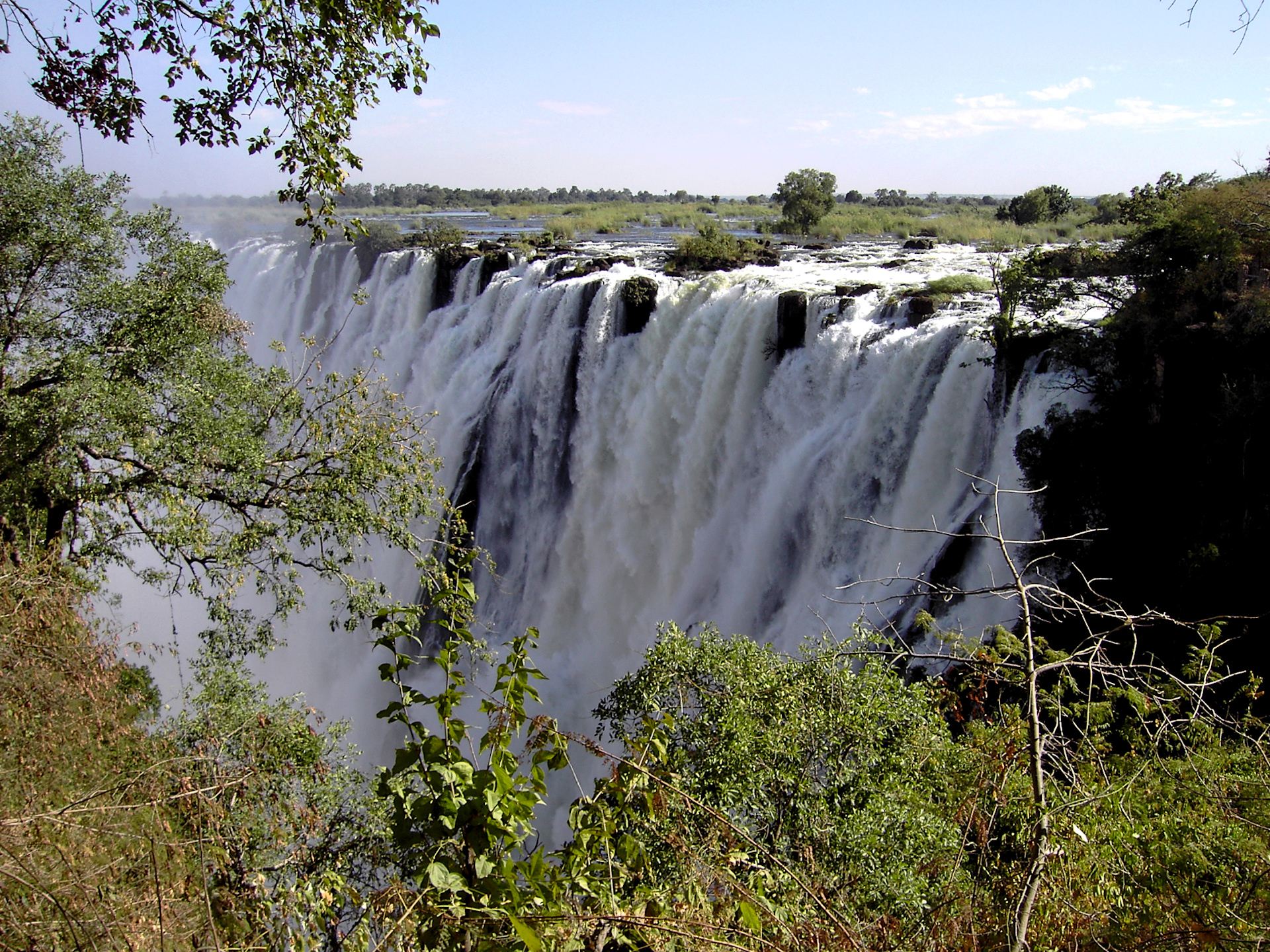
Parque Nacional das Cataratas Vitória.
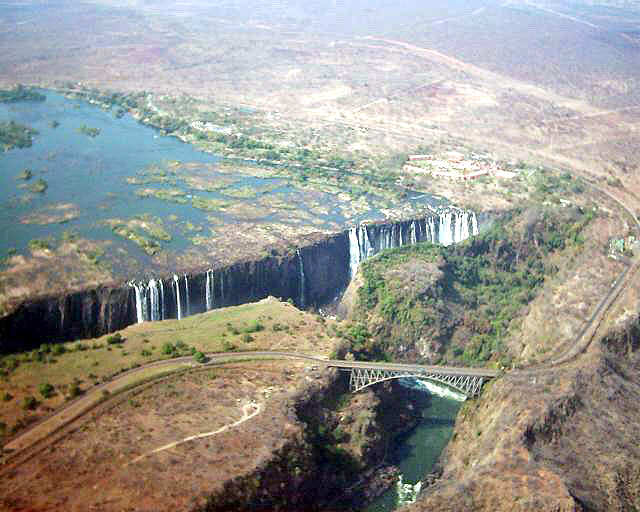
Parque Nacional das Cataratas Vitória.
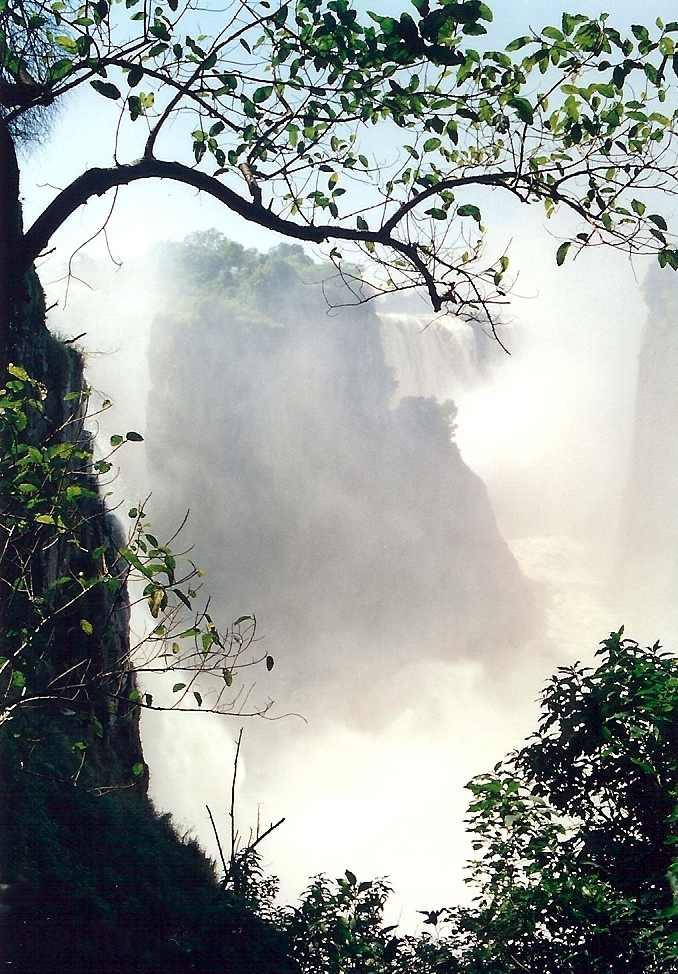
Cataratas Vitória.
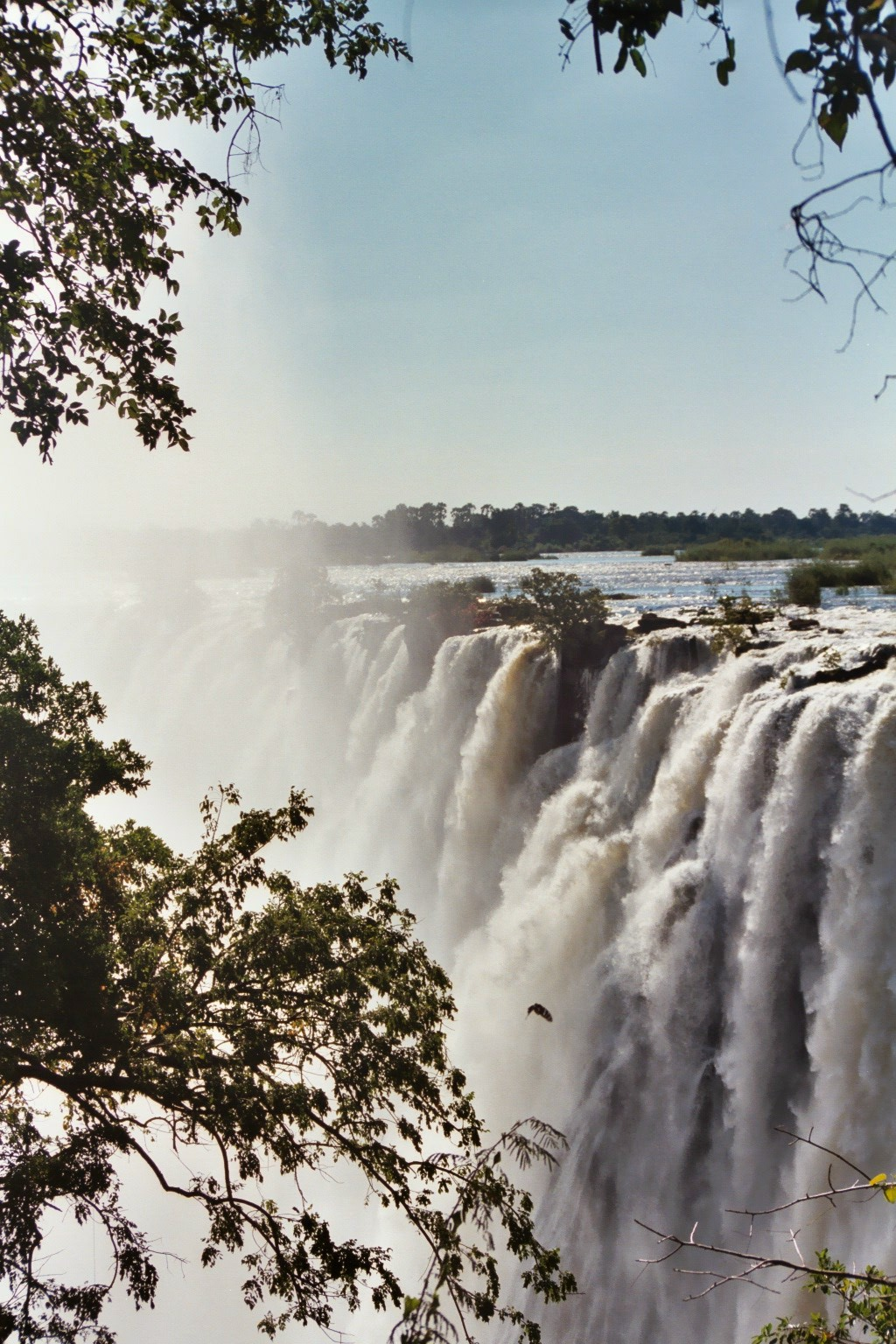
Parque Nacional das Cataratas Vitória.
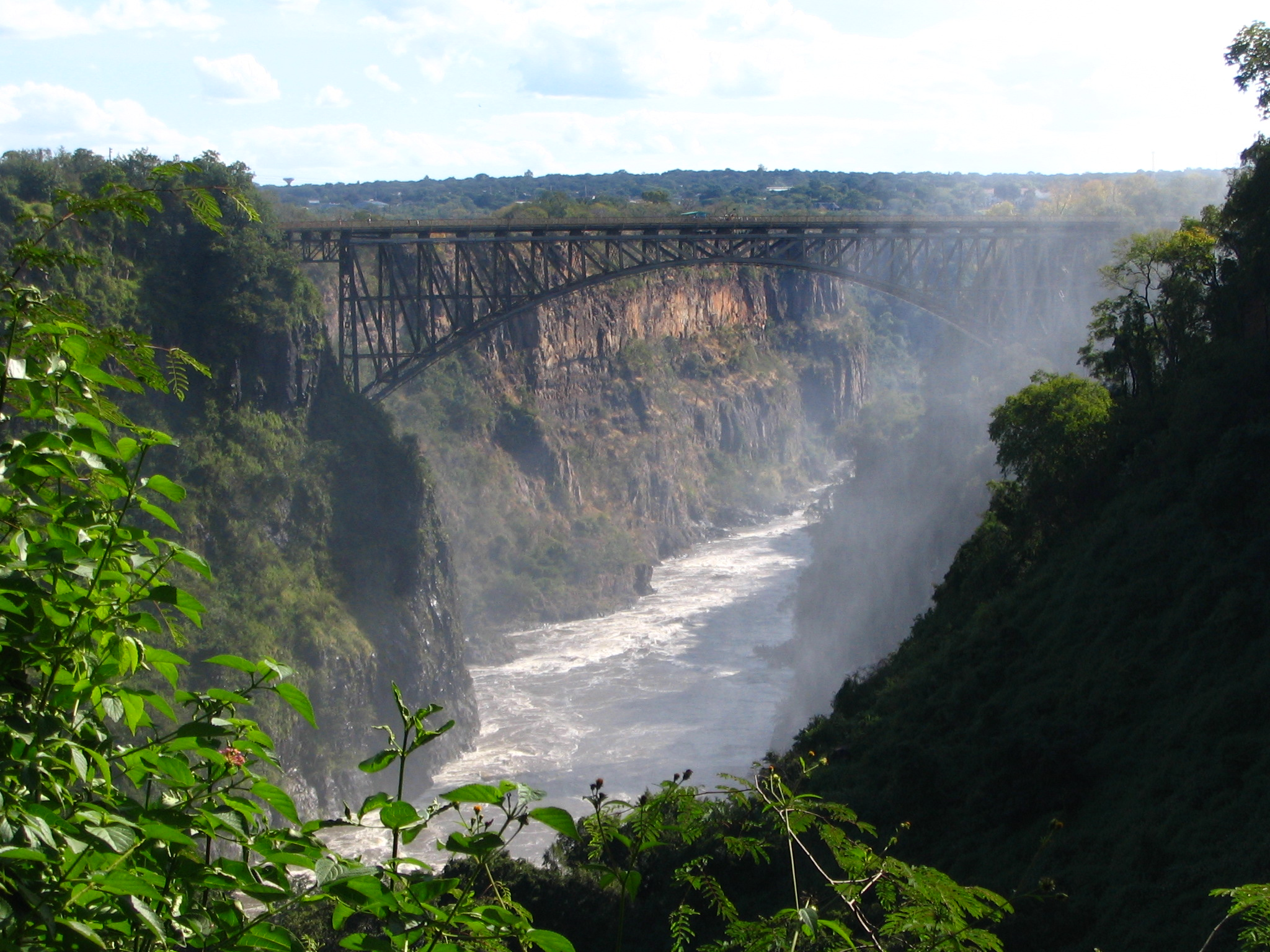
Parque Nacional das Cataratas Vitória.
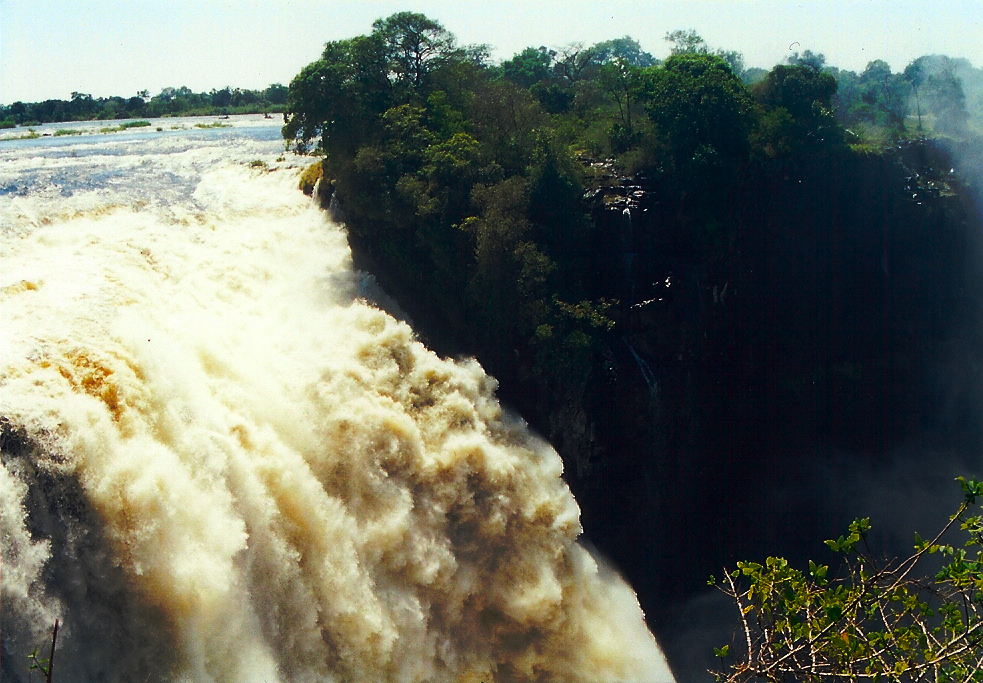
Cataratas.
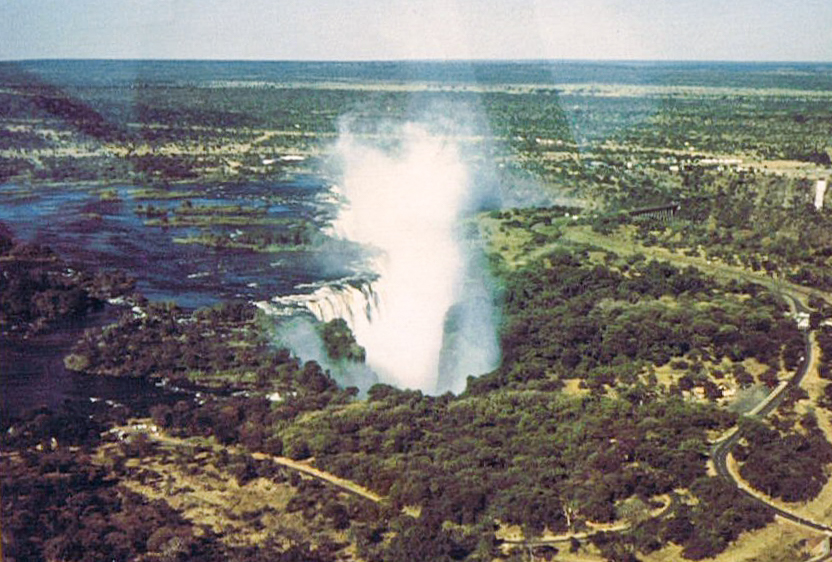
Cataratas Vitória, vista aérea.
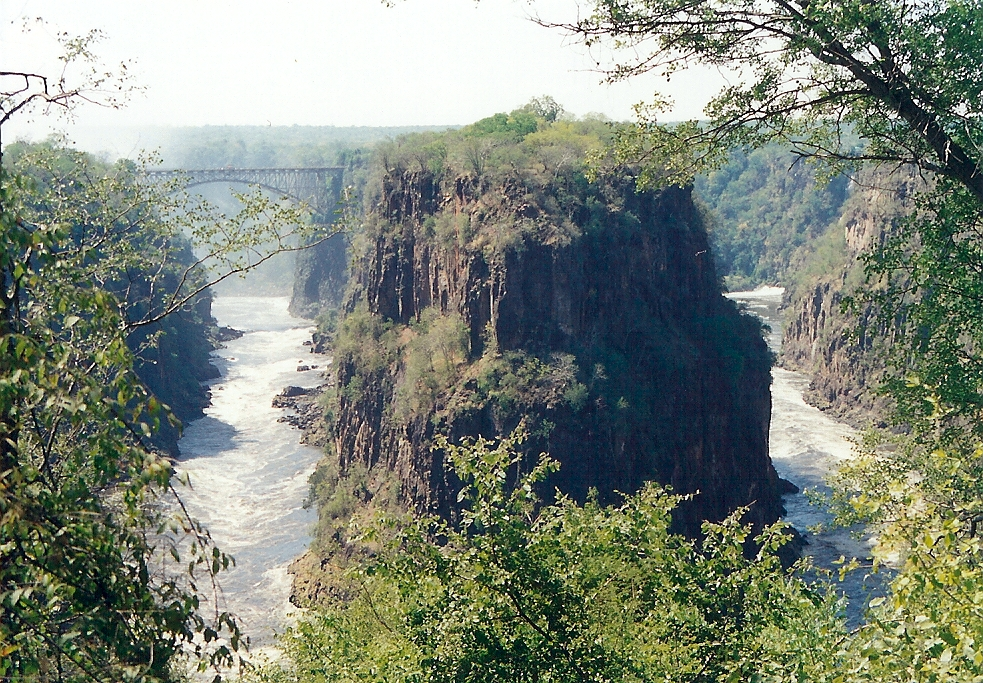
Parque Nacional das Cataratas Vitória.
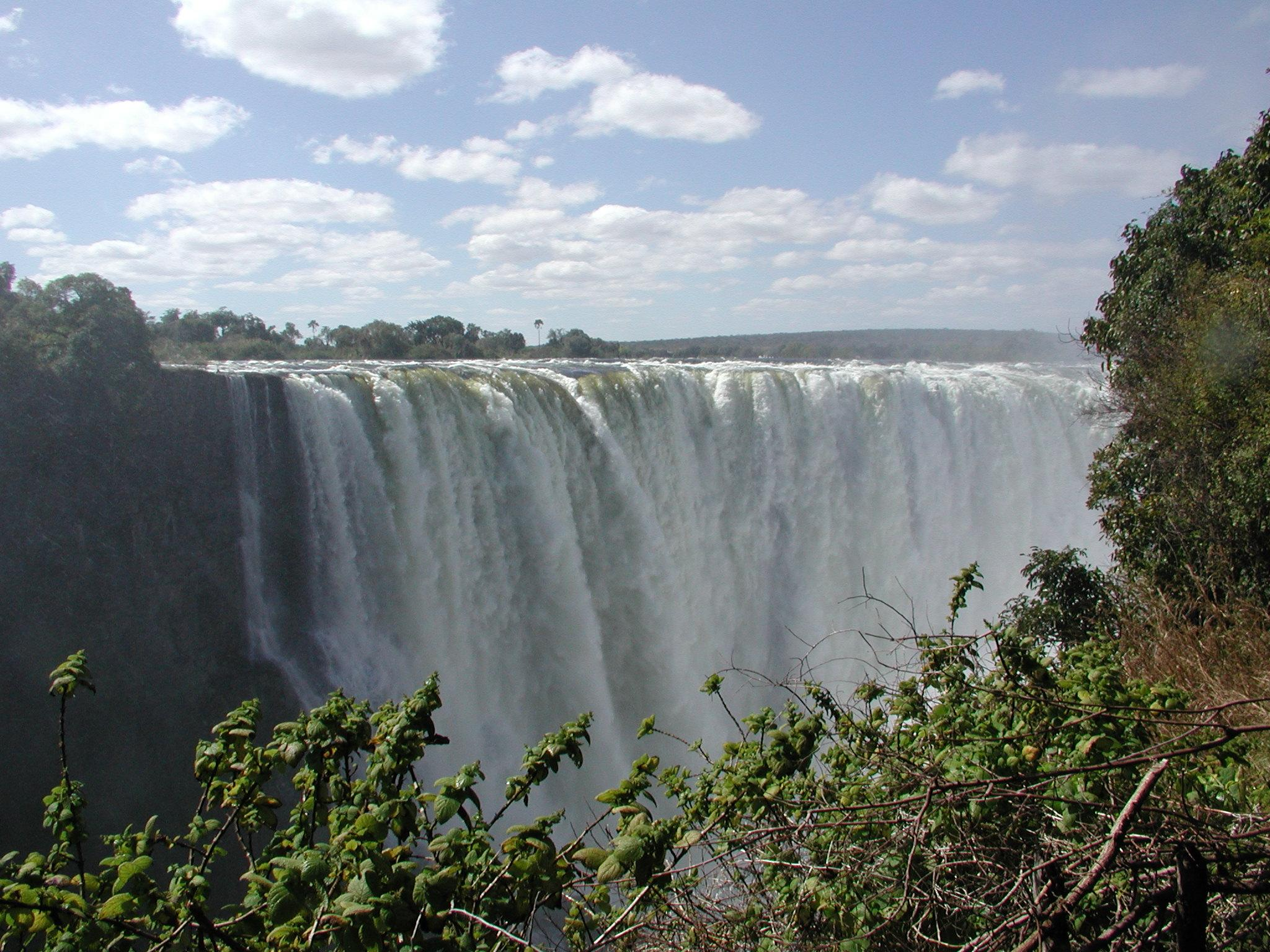
Quedas de Victoria
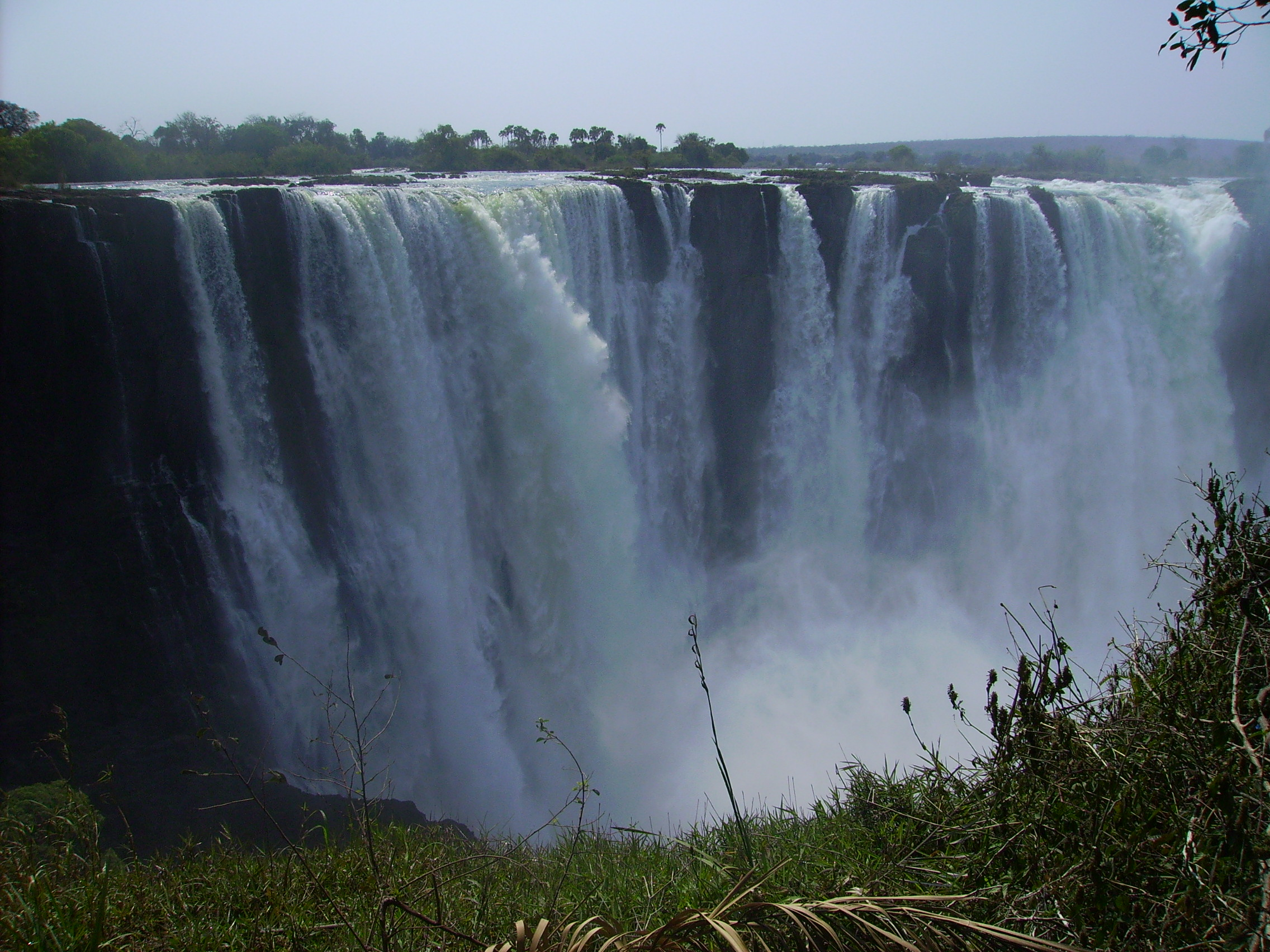
Cataratas Vitória.
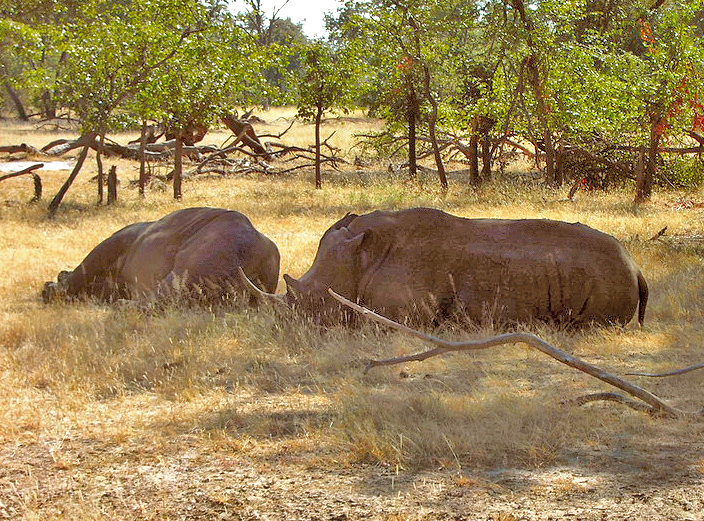
Fauna do Parque Nacional das Cataratas Vitória.